# Forcipomyia palikuensis
Forcipomyia palikuensis är en tvåvingeart som beskrevs av Hardy 1960. Forcipomyia palikuensis ingår i släktet Forcipomyia och familjen svidknott. Inga underarter finns listade i Catalogue of Life.